# Horná Štubňa
Horná Štubňa ( : Oberstuben,  : Felsőstubnya) est un village de Slovaquie situé dans la région de Žilina.

## Histoire
La première mention écrite du village date de 1390.

## Démographie

### Évolution de la population
| Année:               | 1994. | 2004.   | 2014.   | 2024.   |
| -------------------- | ----- | ------- | ------- | ------- |
| Nombre de personnes: | 1578  | 1610    | 1632    | 1627    |
| Différence:          |       | +2,02 % | +1,36 % | -0,30 % |

| Année:               | 2023. | 2024.   |
| -------------------- | ----- | ------- |
| Nombre de personnes: | 1628  | 1627    |
| Différence:          |       | -0,06 % |